# Lorenzo Gibelli
Lorenzo Gibelli, soprannominato Gibellone (Bologna, 24 novembre 1718 – Bologna, 5 novembre 1812), è stato un compositore e insegnante di canto italiano.

## Biografia
Dotato di un'eccezionale voce con amplissimo intervallo che comprendeva il basso, il baritono e i registri per alti, Gibelli studiò canto e contrappunto sotto al guida di Padre Martini. Nel 1741 divenne membro della celebre Accademia Filarmonica, della quale fu eletto principe per ben 5 voci dal 1753 al 1810; nel 1744 fu nominato maestro di cappella della Chiesa di San Salvatore di Bologna. Fu anche attivo sempre come maestro di cappella in altre chiese bolognesi, così come presso l'Oratorio di San Filippo Neri e l'Arciconfraternita di Santa Maria della Morte. Fu inoltre maestro al cembalo al Teatro Comunale.
È sepolto nel braccio di levante del Chiostro I del cimitero monumentale della Certosa di Bologna, nella tomba Fornasari, realizzata da Giovanni Putti su progetto di Vincenzo Vannini.

## Considerazioni sull'artista
Gibelli fu uno dei più noti insegnanti di canto della sua epoca. Tra i suoi allievi si contano i celebri castrati Girolamo Crescentini e Francesco Roncaglia ed i tenori Matteo Babbini e Giovanni Liverati. Nel 1804 fu nominato professore di canto al Liceo Filarmonico, istituto nel quale impartì lezioni al giovane Gioachino Rossini.
Nonostante fosse autore di ben 467 composizioni sacre (tutte ritrovate in possesso di sua moglie, Gertrude Gibelli Fornasari), attualmente solo una piccola parte giunge sino a noi. Questi suoi lavori seguono generalmente lo stile del suo insegnante Padre Martini e in essi si denota una profonda conoscenza del contrappunto combinato con una flessibilità melodica, che gli valsero il soprannome di Gibellone dalle belle fughe.

## Composizioni

### Opere
- Diomeda (pasticcio, 1741, Bologna)
- Gli sponsali di Enea (pasticcio, 1744, Bologna)
- Evergete (1748, Venezia)
- Demetrio (libretto di Pietro Metastasio, 1751, Alessandria)
- Il filosofo Anselmo e Lesbina (intermezzo)

### Oratori
- Davide in Terebinto (1744)
- Gionata figliuol di Saule (1752)
- Il Giuseppe riconosciuto (1762)
- La Passione del Signore (1763)
- La passione e morte di Gesù Cristo (1785)

### Altri lavori
- Cantata per 2 voci (testo di G. Montanari, 1761)
- Messa per 4 voci e strumenti
- 2 Kyrie e Gloria per 4 voci e strumenti
- 2 Credo per 4 voci e strumenti
- 2 Confitebor per 2-3 voci e strumenti
- Domine ad adjuvandum per 4 voci e strumenti
- Laudate pueri per 3 voci e strumenti
- Regina coeli per 4 voci
- Altre composizioni sacre
- Solfeggi per basso e tenore